# Запись (документоведение)
Запись (англ. record) — информация, создаваемая, получаемая и поддерживаемая частным лицом или организацией в качестве свидетельства определённой активности. Записями являются, например, квитанция о внесении платежа, презентация прочитанного на конференции доклада, аудиозапись переговоров с клиентом и т. п.
В качестве записей могут выступать как документы в традиционном смысле (т. е. облечённые в языково-текстовую форму носители информации), так и объекты, которые с традиционной точки зрения документами не считаются (аудио- и видеозаписи, фотографии, мультимедийные презентации и т. п.)
Отличительные признаки записей:
- записи выступают в качестве подтверждения событий прошлого;
- записи не могут быть изменены;
- чаще всего записи не имеют структурированной формы.

Для организации структурированного хранения записей используется специализированное ПО — системы управления записями, в российской практике называемые обычно системами электронного архива.
В отечественном документоведении термин «запись» пока что не получил широкого распространения. В переводах зарубежных публикаций английское record чаще всего передается как «документ». В последнее время в связи с активным распространением в России технологий ECM многие специалисты говорят о необходимости проведения чёткого различия между двумя классами объектов — документами и записями